# 姚孫棐
姚孫棐（？—17世紀），字纯甫，號戊生，安慶府桐城縣人，明朝、南明政治人物。

## 生平
姚孫棐是萬曆二十九年進士姚之蘭第四子，七歲就懂得寫作，天啟七年（1627年）中鄉試副榜，但捨棄州判官職；到崇禎六年（1633年）中舉人，次年（1634年）流寇侵犯桐城，縣民不懂軍事而恐懼，縣令楊爾銘連夜請求支援。參將潘可大來到，他帶領親友供糧協助；流寇圍城攻四十日，他不畏風雪登城，設置火器攻擊盜賊，城池得以保全。崇禎十三年（1640年）他成進士，獲授蘭谿知縣，以當地糧漕問題上疏減折糧餉；改任東陽後，發生許都之亂令東陽失陷，他命令主簿宋琦前往杭州求援，自己走到樓村山中，集結義士趙鳴皐等數千人謀求復城。其時城中有獄囚三十六人感恩其德行，城陷後沒有逃獄，他的兒子姚文鰲與囚犯合作，約定十七年（1644年）元旦義軍攻城時和應，同期宋琦也帶來遊擊陸超軍隊來到，因此收復東陽城。朝廷以此功勞陞任他為兵部職方司主事，再次擊退流寇；許都愈發薄弱，向紹興府推官陳子龍求撫，但巡按左光先厭惡他曾佔領城池，結果決定斬殺許都與黨羽三十多人。
弘光帝繼位，他和朱芾煌、吳國琦、劉若宜、徐天麟、姜一學、周祚新、張印中、吳亮明、潘自得、王健、賀燕徵、黃衷赤、張大賡、張延祚、金邦柱、黃泰來、黃鍾斗、李長似、張拱端、徐肇森、荊廷實、許士健、劉星耀、陳璧、董念陛共事；當政的馬士英、阮大鋮與左光先不和，命人拿著彈劾的奏章讓他看，說：「左光先殺降有罪，你指證他可以升官，否則禍患將來臨。」他回答：「左先生是君子，我寧願連坐而死，也不能負他的心。」馬阮二人憤怒，誣陷他刺激左光先殺降，被逮入大理寺，因清朝軍隊攻入南京無疾而終，歸隱龍眠山建茅屋居住，永曆十七年（1663年）去世，年六十六歲，有著作《亦園詩集》十卷。康熙八年（1669年）鄉人思念他的守城功勞，請求讓他奉祀鄉賢祠，而蘭溪、東陽兩地亦入祀名宦祠。

## 家族
妻子方維儀，字仲賢，是大理卿方大鎮的女兒、崇禎十三年進士方以智姨母，擅長詩文。

## 引用
1. ↑  《崇祯十三年庚辰科进士三代履历》：姚孙棐，曾祖希廉，庠生；祖自虞，赠知府；父之蘭，辛丑进士，知府，加衔副使。戊生，春秋房，丁未年四月二十五日生，桐城县人，癸酉一百一十八名，会试二百十名，三甲一百四十名，工部观政。
2. 1 2  錢海岳《南明史·卷三十一·列傳第七》：（弘光）時兵部先後司官之可紀者，為朱芾煌、吳國琦、劉若宜、徐天麟、姜一學、周祚新、張印中、吳亮明、潘自得、王健、賀燕徵、黃衷赤、張大賡、張延祚、姚孫棐、金邦柱、黃泰來、黃鍾斗、李長似、張拱端、徐肇森、荊廷實、許士健、劉星耀、陳璧、董念陛云。……孫棐，字戊生，桐城人。崇禎十三年進士。歷蘭谿、東陽知縣。許都亂，與主簿宋琦、遊擊陸超復城，遷職方主事罷。妻方維儀，字仲賢，大理卿大縝女，工詩。
3. ↑  道光《續修桐城縣志·卷七·選舉表》：崇禎癸酉（舉人）……姚孫棐 庚辰進士
4. ↑  道光《續修桐城縣志·卷十二·人物志》：姚孫棐，字純甫，之蘭第四子，七歲能文，中天啟丁卯副榜得州判，棄之歸。崇禎癸酉舉順天鄉試，甲戌流寇犯桐，桐人不知兵，一時洶懼；邑令楊爾銘星夜請兵省，委參將潘可大至，孫棐首率親友輸餉助之。賊圍城攻四十晝夜，孫棐風雪登埤，衣不解帶，廣置火器擊賊，城不得陷。庚辰試禮部得第，授浙江蘭谿令，蘭人素困南米，自邑運至南都凡三易船，十金而致一石，孫棐力請按撫具題改折；調東陽縣，未幾有許都之亂，東陽城陷，孫棐使主簿宋琦奔杭請師，自走樓村山中糾義士趙鳴皐等數千人圖恢復。時城中有獄囚三十六人素感其德，脫械不去，公子文鰲陰與相結，甲申元旦率義勇鼓噪至城，諸囚應之，殺賊甚眾；主簿亦偕遊擊陸超以兵至，遂復城。敘功擢兵部職方司主事，賊再來攻皆擊却之；都窮蹙，乃詣紹興司李陳子龍請撫，巡按（左）光先惡其陷城，斬之並其黨三十餘人。
5. ↑  道光《續修桐城縣志·卷十二·人物志》：宏光南渡，馬阮與左有隙，使人以彈章示孫棐曰：「左光先殺降有罪，能証之則贈秩，否則禍及。」孫棐曰：「左公君子也，寧同坐死，不能負心。」馬阮怒，誣孫棐激變左殺降，逮下廷尉。王師南下，事解乃歸龍眠山中，葺茅屋居之，康熙癸卯卒，年六十六，著有《亦園詩集》十卷，己酉里人思守城功，請祀鄉賢祠，蘭溪、東陽亦入祀名宦。